# Richard Drew (fotógrafo)
Richard Drew es un fotógrafo de la Associated Press, reconocido por la foto tomada en los atentados terroristas de 11 de septiembre de 2001, en las Torres Gemelas, de Nueva York, que se la conoce como The Falling Man. 
También existe un documental británico "El hombre que cae" sobre la foto, se estrenó en el canal Discovery Times el 10 de septiembre de 2007.
Drew fue uno de los cuatro fotógrafos de la prensa, presente en el asesinato de Robert F. Kennedy.
Drew ha sido un fotógrafo de Associated Press desde hace 40 años, y vive con su esposa y sus dos hijas en la ciudad de Nueva York.